# قطعنامه ۱۴۲۰ شورای امنیت
قطعنامه ۱۴۲۰ شورای امنیت سازمان ملل متحد که در تاریخ ۳۰ ژوئن ۲۰۰۲ تصویب شد، سندی بین‌المللی دربارهٔ بررسی وضعیت در بوسنی و هرزگوین است. این قطعنامه طی نشست ۴۵۶۴ام با ۱۵ رای موافق، ۰ مخالف و ۰ ممتنع تصویب شد.